# Hotel Kämp
Hotel Kämp is een luxueus historisch hotel in de Finse hoofdstad Helsinki. Het mag zich het eerste vijfsterrenhotel van Finland noemen.
Het gebouw is gelegen aan de einden van de straten Pohjoisesplanadi en Kluuvikatu, twee drukke winkelstraten in het centrum van Helsinki. Tegenover het hotel rust het stadspark Esplanadi.

## Geschiedenis
De geschiedenis van het hotel begint in 1884 toen de goudsmid Karl F. Ekholm een grote plaats gelegen aan de Pohjoisesplanadi vrijgaf voor verkoop. De geslaagde restaurateur Carl W. Kämp kocht meteen deze aantrekkelijke plaats om er een modern hotel te bouwen en schakelde de architect Theodor Höijer in.
Na drie jaar was de bouw gereed en werd het hotel op 29 oktober 1887 feestelijk geopend. De pers was lovend over de luxe en techniek van het hotel, zo was de verlichting bijvoorbeeld elektrisch en beschikte Hotel Kämp als eerste hotel in Finland over een lift.
Het hotel werd al snel een zogenoemde hotspot voor politieke en culturele ontmoetingen en activiteiten.
In 1889, pas twee jaar na de opening, overleed de heer Kämp plotseling door een hartaanval. De weduwe Maria Kämp nam het bestuur over en werd geholpen door de toenmalige hotelmanager, samen trachtten zij vergeefs het succes van de onderneming te vervolgen. Het hotel werd daarom verkocht aan Ab Hotel Kämp voor ruim 1,2 miljoen Finse mark. Sindsdien veranderde het hotel vaak van eigenaar.
In de jaren 1914 en 1915 werd het hotel uitvoerig verbouwd; alle kamers werden gerenoveerd, er werd een zesde verdieping bijgebouwd en de façade werd verbouwd door de architect Lars Sonck.

## Lectuur
- Hotel Kamp Helsinki (The Most Famous Hotels in the World) (1994), Andreas Augustin. ISBN 3-902118113